# آبانکورت، نورد
آبانکورت، نورد (به فرانسوی: Abancourt, Nord) یک کمون در فرانسه با جمعیت ۴۵۰ نفر است که در نور-پا-دو-کاله واقع شده‌است.